# Susanne Stadlmüller
Susanne Stadlmüller (* 1. September 1984 in Sindelfingen) ist eine ehemalige deutsche Eiskunstläuferin, die im Einzellauf startete. Sie ist zweifache deutsche Meisterin.

## Leben
Susanne Stadlmüller begann im Alter von sieben Jahren mit dem Eiskunstlaufen und startete für den Stuttgarter ERC. Ihre Trainer waren Rolf Oesterreich, Alexander König, Franz Pieringer, Michael Huth und zuletzt Karel Fajfr. Stadlmüller hat ihre Karriere im Jahr 2003 beendet. Von 2004 bis 2008 studierte sie Pharmazie an der Ludwig-Maximilians-Universität München.
Stadlmüller ist verheiratet und lebt mit ihrem Ehemann und einer Tochter in Österreich.

## Erfolge/Ergebnisse
| Wettbewerb/Saison            | 1997/98 | 1998/99 | 1999/00 | 2000/01 | 2001/02 | 2002/03 |
| ---------------------------- | ------- | ------- | ------- | ------- | ------- | ------- |
| Weltmeisterschaften          | –       | –       | –       | 16      | –       | –       |
| Europameisterschaften        | –       | –       | –       | 12      | –       | –       |
| Junioren-Weltmeisterschaften | –       | –       | 9       | –       | 16      | –       |
| Deutsche Meisterschaften     | 6 J     | 5       | 1       | 1       | KP 8    | 5       |
| GP Bofrost Cup (D)           | –       | –       | –       | –       | –       | 7       |
| GP Cup of Russia (RU)        | –       | –       | –       | –       | –       | 10      |

Legende: J = Junioren; GP = Grand Prix; KP = Platzierung nach Kurzprogramm
Andere Wettbewerbe
- 1999 – 3. Platz – ISU Junior Grand Prix Den Haag
- 2000 – 2. Platz – ISU Junior Grand Prix Saint-Gervais
- 2000 – 2. Platz – ISU Junior Grand Prix Mexiko-Stadt
- 2001 – 7. Rang – ISU Junior Grand Prix Final, Ayr